# Malaysia International Series 2023
Die Malaysia International Series 2023 im Badminton fand vom 3. bis zum 8. Oktober 2023 in Kota Kinabalu statt.

## Sieger und Platzierte
| Disziplin    | Gold                                         | Silber                                         | Bronze                                                 |
| ------------ | -------------------------------------------- | ---------------------------------------------- | ------------------------------------------------------ |
| Herreneinzel | Ikhsan Leonardo Imanuel Rumbay               | Krishna Adi Nugraha                            | Sathish Kumar Karunakaran                              |
| Herreneinzel | Ikhsan Leonardo Imanuel Rumbay               | Krishna Adi Nugraha                            | Lim Ming Hong                                          |
| Dameneinzel  | Insyirah Khan                                | Lee Yu-hsuan                                   | Eng Ler Qi                                             |
| Dameneinzel  | Insyirah Khan                                | Lee Yu-hsuan                                   | Nanaho Kondo                                           |
| Herrendoppel | M. Fazriq Mohamad Razif Wong Vin Sean        | Chia Weijie Liew Xun                           | Muhammad Nuraidil Adha Azman Muhammad Nurfirdaus Azman |
| Herrendoppel | M. Fazriq Mohamad Razif Wong Vin Sean        | Chia Weijie Liew Xun                           | Anselmus Breagit Fredy Prasetya Pulung Ramadhan        |
| Damendoppel  | Isyana Syahira Meida Rinjani Kwinara Nastine | Supamart Mingchua Pattaraporn Rungruengpramong | Vannee Gobi Clarissa San                               |
| Damendoppel  | Isyana Syahira Meida Rinjani Kwinara Nastine | Supamart Mingchua Pattaraporn Rungruengpramong | Lee Zhi Qing Desiree Hao Shan Siow                     |
| Mixed        | Loo Bing Kun Cheng Su Yin                    | Sathish Kumar Karunakaran Aadya Variyath       | Mochamad Yovandika Ramadhan Violita Dewi               |
| Mixed        | Loo Bing Kun Cheng Su Yin                    | Sathish Kumar Karunakaran Aadya Variyath       | Owen Ting Shih Wee Gan Jing Err                        |